# Exochomus townsendi
Exochomus townsendi – gatunek chrząszcza z rodziny biedronkowatych i podrodziny Coccinellinae.
Gatunek ten opisany został po raz pierwszy w 1908 roku przez Thomasa Lincolna Caseya na łamach „The Canadian Entomologist”. Jako miejsce typowe wskazano Colonia Garcia w meksykańskim stanie Chihuahua.
Chrząszcz o okrągławym, bardzo mocno wysklepionym ciele długości od 2,8 do 3,3 mm i szerokości od 2 do 2,7 mm. Ubarwienie ma czarne z żółtawobrązowymi narządami gębowymi i czułkami. Wierzch ciała jest nagi, gładki, nieco zmatowiały, drobno i niewyraźnie punktowany. Czułki buduje dziesięć członów, z których trzy ostatnie formują buławkę. Przedplecze ma lekko odgięte brzegi boczne i delikatnie obrzeżoną krawędź nasadową. Pokrywy mają brzegi boczne słabo rozszerzone, znacznie słabiej niż u podobnego E. aethiops. Podgięcia pokryw słabo opadają dozewnętrznie. W przeciwieństwie do E. aethiops zarys boków przedplecza płynnie przechodzi w zarys boków pokryw. Odnóża mają tęgie uda, smukłe golenie i prawie kwadratowy ząbek u podstawy pazurków. Samiec ma sześć widocznych sternitów odwłoka (wentrytów) i niesymetryczny płat nasadowy genitaliów. Samica ma pięć widocznych wentrytów, długi przewód nasienny i zaopatrzone w infundibulum genitalia.
Owad północnamerykański, podawany z północnego Meksyku i stanu Kolorado w Stanach Zjednoczonych.